# Бепридил
Бепридил — синтетичний антиаритмічний препарат, що є похідним діариламінопропіламіну та належить до групи неселективних блокаторів кальцієвих каналів, для перорального застосування.

## Фармакологічні властивості
Бепридил — синтетичний антиаритмічний препарат, що є похідним діариламінопропіламіну та належить до групи неселективних блокаторів кальцієвих каналів. Механізм дії препарату полягає у блокуванні так званих «повільних» кальцієвих каналів, уповільнюючи входження іонів кальцію в клітини та знижуючи його концентрацію в клітинах. Крім того, бепридил має інгібуючу дію на швидкі натрієві канали та частково — калієві канали. Препарат має антиангінальну, гіпотензивну та антиаритмічну дію. Бепридил знижує частоту серцевих скорочень, знижує скоротливу здатність міокарду та його потребу у кисні, збільшує кровотік у коронарних артеріях. Ефективність при стенокардії пов'язана із зниженням частоти серцевих скорочень та периферичною вазоділятацією. Бепридил збільшує фракцію викиду лівого шлуночка при відсутності у хворого явищ серцевої недостатності. Препарат збільшує ефективний рефрактерний період синоатріального та атріовентрикулярного вузлів, подовжує інтервали PQ та QT, незначно розширює комплекс QRS на ЕКГ. Бепридил зменшує агрегацію тромбоцитів та амплітуду перистальтичних скорочень стравоходу.

### Фармакокінетика
Бепридил добре всмоктується у шлунково-кишковому тракті, біоступність препарату становить 60—70%. Препарат добре зв'язується з білками плазми крові. Максимальна концентрація бепридилу в крові досягається протягом 2—3 годин. Препарат проникає через гематоенцефалічний бар'єр. Бепридил проникає через плацентарний бар'єр та виділяється в грудне молоко. Метаболізується препарат в печінці. Період напіввиведення препарату двофазний, бепридил має ефект першого проходження через печінку. Тривалість першої фази напіввиведення складає 2 години, тривалість другого етапу становить у середньому 42 години. Виводиться бепридил із організму переважно нирками у вигляді метаболітів, частково виводиться із калом. Період напіввиведення препарату при захворюваннях печінки не змінюється.

## Показання до застосування
Бепридил застосовується при стенокардії напруги, що є рефрактерною до лікування іншими антиангінальними препаратами, стенокардії Прінцметала, пароксизмальній суправентрикулярній тахікардії. По даних клінічних досліджень, бепридил попереджує аритмії, викликані інтоксикацією серцевими глікозидами.

## Побічна дія
При застосуванні бепридилу нечасто спостерігаються наступні побічні ефекти: задишка, кашель, риніт, фаригіт, висипання на шкірі, сухість у роті, зміни смаку, поява інфільтратів у легенях, головний біль, швидка втомлюваність, загальна слабість, безсоння, біль у епігастрії, тремор, парестезії, нудота, діарея або запор, порушення лібідо, лейкопенія, агранулоцитоз. Найчастішими побічними ефектами бепридилу є побічні явища з боку серцево-судинної системи. Під час застосування бепридилу можливе виникнення тахікардії, екстрасистолії, AV-блокади, серцевої недостатності, фібриляції шлуночків. При застосуванні бепридилу подовжуються інтервали PQ та QT на ЕКГ, що може призвести до аритмій типу «пірует» та torsades de pointes.

## Протипокази
Бепридил протипоказаний при підвищеній чутливості до препарату, синдромі слабості синусового вузла, кардіогенному шоці та інфаркті міокарду, AV-блокада II–III ступеня (за виключенням хворих із встановленим штучним водієм ритму), синдромі WPW, артеріальній гіпотонії, хронічній серцевій недостатності ІІБ-III стадії, гострій серцевій недостатності, вроджденому синдромі подовженого інтервалу QT, важкій печінковій та нирковій недостатності, вагітності та годуванні грудьми, в дитячому віці, при аденомі передміхурової залози.

## Форми випуску
Бепридил випускався у вигляді таблеток по 0,1, 0,2 та 0,3 г. Нині в Україні не зареєстрований.